# Osmond (Wyoming)
Osmond es un lugar designado por el censo ubicado en el condado de Lincoln en el estado estadounidense de Wyoming. En el año 2010 tenía una población de 397 habitantes.

## Geografía
Osmond se encuentra ubicado en las coordenadas 42°41′3.87″N 110°55′45.88″O / 42.6844083, -110.9294111. 